# Будинок Писарева
Будинок Писарева — архітектурна споруда у м. Херсоні, історична пам'ятка.

## Історія
Споруду було побудовано до 1904 року на замовлення Олександра Петровича Писарева, громадського діяча, власника економії в селі Ольгівка Херсонського повіту Херсонської губернії. У 1923 р. в будинку разміщувався «Водно-транспортний відділ ГПУ Херсон об'єднаного транспортного відділу ГПУ Одеса». Під час війни 1941–1945 рр. будинок був зруйнований, а після війни — відновлений з частковими перебудовами.

## Архітектура
Будинок у стилі «модерн», особливістю котрого були гонтовий дах з широким виносом, використання дерев'яних кронштейнів, карнизів та інших деталей на фоні гладких тинькованих стін з незначним профілюванням. Значення тут мала гра великих архітектурних об'ємів, врахування світлотіневих співвідношень на фасадах, контраст дрібно відпрацьованих дерев'яних деталей на фоні гладких кам'яних стін. Стиль формувався на основі народної архітектури центрально-європейських лісових предгір'їв, а в Херсоні отримав популярність у 1905–1915 роках.

## Будинок Писарева сьогодні
Зараз — Дитячий садок № 1 Херсонського морського торговельного порту.

## Джерело
- Інформація на сайті «Мой город Херсон» [Архівовано 20 жовтня 2014 у Wayback Machine.](рос.)